# José Sagarna
José Sagarna Uriarte (Ceánuri, Vizcaya, 11 de noviembre de 1911- Larruskain, Jemein, 20 de octubre de 1936) fue un cura vizcaíno, fusilado por los franquistas en la guerra civil española. Se haría famoso por un acontecimiento peculiar que ocurriría varios años después de su muerte.

## Biografía
Nació en Ceánuri donde dio su primera misa en 1935. El mismo día que ofició su primera misa, dejaron bajo su cargo la parroquia de Larruskain, perteneciente por aquel entonces al municipio de Jemein (hoy en día Marquina-Jeméin). Según la opinión de la mayoría de los agricultores y ganaderos (conocidos en vasco como baserritarra), Sagarna era un cura simpático, que se encargaba de enseñar doctrina a los niños y de visitar a ancianos y enfermos. Sin embargo Manuel Altzibararetxuluaga, arrendador del barrio, no estaba a gusto con él, ya que Sagarna no tenía intención de mantener sus privilegios. Entre otras cosas no quería vivir en su casa, ni nombrar a su sobrino sacristán. Además, según los testigos del barrio, solía hablar en contra de las relaciones extramatrimoniales en los sermones (existía el rumor de que Altzibararetxuluaga tenía una relación de ese tipo con la profesora del barrio).
Poco tiempo después, en 1936, lo pusieron a cargo de la parroquia de Berriatua, y nombraron al cura de Ondarroa Joseba Andoni Urresti párroco de Larruskain. No obstante, al estallar la Guerra Civil, Urresti huyó de Larruskain, Sagarna también tenía esa intención pero al no conseguirlo y como la parroquia de Larruskain estaba sin párroco, decidió volver el 17 de octubre de 1936, creyendo que no le ocurriría nada.
El 19 de octubre fue detenido, y lo llevaron al puesto de mando de los franquistas (caserío Mandiola Goikoa), al comandante Molina. También estaba allí Altzibararetxuluaga, ya que él fue quien le denunció diciendo que era abertzale (aunque dijo esto por venganza, ya que no había indicios claros de que fuese abertzale). El 20 de octubre lo llevaron frente al caserío Amulategi, ya que pidió ser fusilado mirando a la iglesia de Larruskain. Antes del fusilamiento perdonó a sus verdugos, sus palabras fueron "estad tranquilos vosotros no tenéis la culpa, pero apuntad bien". Una vez abatido fue envuelto en una manta y llevado al cementerio de Larruskain, para que fuese enterrado.

## Acontecimientos después del fallecimiento
Transcurrido un día después del fusilamiento del cura, los republicanos tiraron un obús que fue a parar al caserío Mandiola Goikoa, hiriendo mortalmente a Molina, que moriría de camino al hospital de Azpeitia.
Los vecinos colocaron una estaca de madera donde fue fusilado José Sagarna, que la mantendrían durante más de cuarenta años.
Cerca del lugar donde fue fusilado (menos de unos 15 metros), ocurrió un hecho que marcaría a las gentes de aquel barrio y que haría famoso a José Sagarna y su historia. El apellido del cura Sagarna, proviene de manzana, ya que sagar significa manzana en vasco. Pues en el 19 de junio de 1958 una tormenta derribó un manzano que se situaba cerca del lugar de la muerte, en noviembre de ese mismo año, sin que nadie sepa el motivo, el árbol que llevaba casi medio año caído, se puso en pie. Aunque poseía aún algunas raíces de considerable tamaño fuera y tierra en las ramas, estaba muy bien fijado al suelo y aunque no había muerto en todo este tiempo, se puede decir que rebrotó. Los lugareños al no encontrarle explicación al suceso, corrieron la voz de lo ocurrido, y se formó una peregrinación de personas que iban a ver el árbol que se había levantado. Ante este acontecimiento, los mandatarios franquistas de la época empezaron a poner multas para evitar que la gente fuese a visitar dicho árbol. Ante esto, los que tenían intención de ver el árbol solían ir de día al monte, y en él se escondían hasta que anochecía, momento en el cual los Guardia Civiles bajaban a Marquina y que podían aprovechar los interesados para ver el árbol sin miedo a ser multados.